# 谢苗·布琼尼
谢苗·米哈伊洛维奇·布琼尼（俄语：Семён Михайлович Будённый；1883年4月25日—1973年10月26日），苏联元帅，约瑟夫·斯大林的盟友。出身为骑兵司令官，在俄国内战中帮助红军起到了重要作用。曾认为坦克无法取代战马在战争中的地位。

## 生平
布琼尼出生在俄罗斯南部捷列克哥萨克人的一个贫苦农民家庭，一直在农场做工。1903年，他进入俄罗斯帝国军队，成为一名骑兵并在1905年参加了日俄战争。在第一次世界大战期间，布琼尼在西线担任军官直至1916年被调往高加索前线。1917年俄国革命发生后，布琼尼成为高加索地区士兵苏维埃的领导成员之一。
1918年，苏俄国内战争爆发，布琼尼在顿河流域组织起一支骑兵部队，即后来的第一骑兵军。这支部队在内战期间扮演了重要角色，帮助红军击退了白军将领安东·伊万诺维奇·邓尼金。1919年，布琼尼加入布尔什维克党，并与约瑟夫·斯大林和克利门特·伏罗希洛夫建立了亲密的关系。
1920年，布琼尼的骑兵队在波苏战争中参加了入侵波兰的行动。队伍在一开始取得了相当大的成功，将波兰军队驱逐出乌克兰并突破了波兰南部防线。随后，骑兵队在卡莫罗战役中失利（历史上规模最大的骑兵战之一），布琼尼被调往乌克兰和克里木半岛继续与白军作战。虽然在波兰失利，但布琼尼仍然是内战中苏俄的军事英雄之一。
1935年，布琼尼成为最早五个苏联元帅之一。这五个人中有三个在1930年代末的大清洗中被处决，仅留下布琼尼和伏罗希洛夫。1937年，布琼尼被任命为莫斯科军区司令并在冬季战争中担任军队指挥官但损失惨重。1940年，布琼尼被任命为副国防人民委员。
1941年7月至9月，布琼尼担任西南方面军执行指挥官，以迎对入侵乌克兰的纳粹德国部队。由于盲目执行最高统帅部的刻板命令，西南方面军在随后的乌曼战役和基辅战役中被包围，造成苏联150万人死亡或被俘，成为军事史上最大的战败之一(後由鐵木辛哥取代)。
9月，斯大林解除了布琼尼的指挥权并以谢苗·铁木辛哥取而代之。随后，他还陆续担任了一些军事职务。布琼尼退休时被授予了“苏联英雄”的称号。
布琼尼培育的以运动性和耐力见长的布琼尼马如今在俄罗斯仍然保持着可观的数量。

## 榮譽

### 俄羅斯帝國
|  | 聖喬治十字勳章（全部四級） |
|  | 聖喬治勳章（全部四級）     |

### 蘇聯
|  | 蘇聯英雄：1958年1月2日、1963年4月24日、1968年2月22日                                                                             |
|  | 列寧勳章：1935年2月23日、1939年11月17日、1943年4月24日、1945年2月21日、1958年4月24日、1963年2月1日、1968年2月22日、1973年4月24日 |
|  | 紅旗勳章：1919年3月29日、1923年3月13日、1930年2月22日、1941年8月1日、1944年3月11日、1948年6月24日                                |
|  | 一級蘇沃洛夫勳章：1944年2月22日                                                                                                  |
|  | 革命榮譽武器：紅旗軍刀及紅旗手槍                                                                                                 |
|  | 榮譽武器 – 鑲有金色蘇聯國徽的配劍                                                                                                |
|  | 弗拉基米爾·伊里奇·列寧誕辰一百週年紀念獎章                                                                                       |
|  | 保衛莫斯科獎章 |
|  | 保衛敖德薩獎章 |
|  | 保衛塞瓦斯托波爾獎章 |
|  | 保衛高加索獎章 |
|  | 1941-1945年大衛國戰爭戰勝德國獎章                                                                                                |
|  | 1941-1945年偉大衛國戰爭勝利二十週年獎章                                                                                          |
|  | 工農紅軍二十週年紀念獎章 |
|  | 苏维埃陆军海军三十周年奖章 |
|  | 蘇聯武裝力量四十週年紀念獎章 |
|  | 蘇聯武裝力量五十週年紀念獎章 |
|  | 莫斯科建城八百週年紀念獎章 |
|  | 列寧格勒建城兩百五十週年紀念獎章                                                                                                 |

### 外國榮譽
|  | 蘇赫巴托勳章（蒙古人民共和國）                       |
|  | 紅旗勳章（蒙古人民共和國）                           |
|  | 友誼勳章（蒙古人民共和國）：1967年                   |
|  | 蒙古人民共和國五十週年獎章（蒙古人民共和國）：1970年 |
|  | 蒙古人民军五十週年獎章（蒙古人民共和國）：1970年     |

## 家庭
孙女阿納斯塔西婭·布瓊娜的前夫为克里姆林宫新闻秘书德米特里·谢尔盖耶维奇·佩斯科夫，外曾孙为尼古拉·佩斯科夫。